# Nienburg (Szász-Anhalt)
Nienburg település Németországban, azon belül Szász-Anhalt tartományban. Lakosainak száma 5892 fő (2023. december 31.).

## Népesség
A település népességének változása:
| Lakosok száma | 6707 | 6302 | 6193 | 6053 | 5966 | 5892 |
|               | 2014 | 2017 | 2019 | 2021 | 2022 | 2023 |